# Ruch jednostajny prostoliniowy

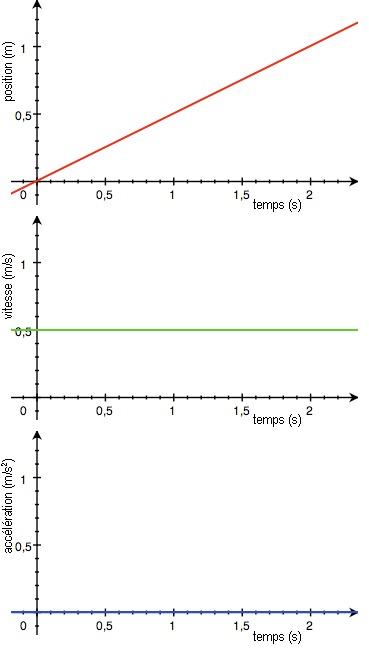
Wykresy kolejno: drogi, prędkości i przyspieszenia w funkcji czasu w ruchu jednostajnym prostoliniowym przy założeniu, że położenie w chwili początkowej opisuje liczba 0.

Ruch jednostajny prostoliniowy – ruch jednostajny po torze prostoliniowym, czyli ruch odbywający się wzdłuż prostej ze stałą prędkością. Zgodnie z I zasadą dynamiki Newtona ciało porusza się po torze prostoliniowym (lub pozostaje w spoczynku), jeżeli na ciało nie działa żadna siła lub działające siły się równoważą.
W ruchu jednostajnym prostoliniowym wektor prędkości jest stały, co oznacza, że jego kierunek (i zwrot) nie zależą od czasu; w związku z tym szybkość, czyli wartość bezwzględna prędkości, również jest stała. Oznacza to, że przyspieszenie jest równe zeru, a prędkość średnia równa jest prędkości chwilowej. Ponadto wartość bezwzględna przemieszczenia (zmiany położenia) jest równa drodze pokonanej przez ciało.

## Opis
Ponieważ prędkość w ruchu jednostajnym nie zależy od czasu, tzn. zmiana położenia w równych odstępach czasu jest stała, 
{\displaystyle \mathbf {v} _{t}=\mathbf {v} =\mathrm {const} ,}
czyli droga zależy wprost proporcjonalnie od czasu:
{\displaystyle \Delta \mathrm {x} _{t}=\mathrm {x} _{t_{2}}-\mathrm {x} _{t_{1}}=\mathbf {v} (t_{2}-t_{1})=\mathbf {v} \Delta t,}
gdzie {\displaystyle \Delta t=t_{2}-t_{1}>0} jest odcinkiem czasu, w którym ciało przemieściło się o {\displaystyle \Delta \mathrm {x} _{t}=\mathrm {x} _{t_{2}}-\mathrm {x} _{t_{1}},}
czyli pokonało drogę
{\displaystyle \Delta s_{t}=s_{t_{2}}-s_{t_{1}}=|\mathrm {x} _{t_{2}}-\mathrm {x} _{t_{1}}|=|\Delta \mathrm {x} _{t}|=|\mathbf {v} |\Delta t=v(t_{2}-t_{1}),}
gdzie {\displaystyle v=|\mathbf {v} |} to szybkość. Oznacza to, że po czasie {\displaystyle t_{2}} ciało znajduje się w położeniu
{\displaystyle \mathrm {x} _{t_{2}}=\mathbf {v} (t_{2}-t_{1})+\mathrm {x} _{t_{1}}.}
Podstawiając {\displaystyle t=t_{2}} oraz {\displaystyle t_{1}=0,} równanie ruchu przyjmuje postać
{\displaystyle \mathrm {x} _{t}=\mathbf {v} t+\mathrm {x} _{0},}
a przebyta droga wyraża się wzorem
{\displaystyle s_{t}=|\mathrm {x} _{t}|=vt+s_{0},}
gdzie {\displaystyle t} jest parametrem czasowym, {\displaystyle \mathrm {x} _{0}} oznacza początkowe położenie ciała, {\displaystyle s_{0}} oznacza drogę pokonaną przez ciało do tej pory (zwykle przyjmuje się, że jest ona równa zeru), zaś {\displaystyle \mathbf {v} } oraz {\displaystyle v} to stałe odpowiednio prędkość i szybkość.
Jeżeli ruch opisany jest za pomocą położenia {\displaystyle \mathrm {x} } względem czasu {\displaystyle t} za pomocą funkcja (całkowalnej) {\displaystyle \mathrm {x} _{t},} to droga jest równa długości krzywej przez nią wyznaczanej. Ponieważ prędkość jest pochodną drogi względem czasu, 
{\displaystyle \mathbf {v} _{t}={\frac {\operatorname {d} \mathrm {x} _{t}}{\operatorname {d} t}},}
to przy oznaczeniach jw. przemieszczenie można wówczas wyrazić całką oznaczoną
{\displaystyle \Delta \mathrm {x} _{t}=\mathrm {x} _{t_{2}}-\mathrm {x} _{t_{1}}=\int \limits _{t_{1}}^{t_{2}}\operatorname {d} \mathrm {x} _{t}=\int \limits _{t_{1}}^{t_{2}}\mathbf {v} \operatorname {d} t=\mathbf {v} (t_{2}-t_{1})}
przy czym prędkość jako stałą {\displaystyle \mathbf {v} } względem czasu można wyłączyć ją przed całkę. Dla {\displaystyle t=t_{2}} oraz {\displaystyle t_{1}=0} jest
{\displaystyle \mathrm {x} _{t}=\mathbf {v} t+\mathrm {x} _{0}.}
Droga to długość krzywej, tzn.
{\displaystyle \Delta s_{t}=s_{t_{2}}-s_{t_{1}}=\int \limits _{t_{1}}^{t_{2}}|\operatorname {d} \mathrm {x} _{t}|=\int \limits _{t_{1}}^{t_{2}}|\mathbf {v} |\operatorname {d} t=v(t_{2}-t_{1}),}
czyli dla {\displaystyle t=t_{2}} oraz {\displaystyle t_{1}=0} jest
{\displaystyle s_{t}=vt+s_{0}.}